# 845 Naëma
A 845 Naëma (ideiglenes jelöléssel 1916 AS) a Naprendszer kisbolygóövében található aszteroida. Max Wolf fedezte fel 1916. november 16-án.